# Nissan Juke
La Nissan Juke è un crossover SUV prodotto dalla casa automobilistica giapponese Nissan. Ha fatto il suo esordio al salone dell'automobile di Ginevra nel marzo del 2010.

## Prima generazione (2010-2019)

### Nome

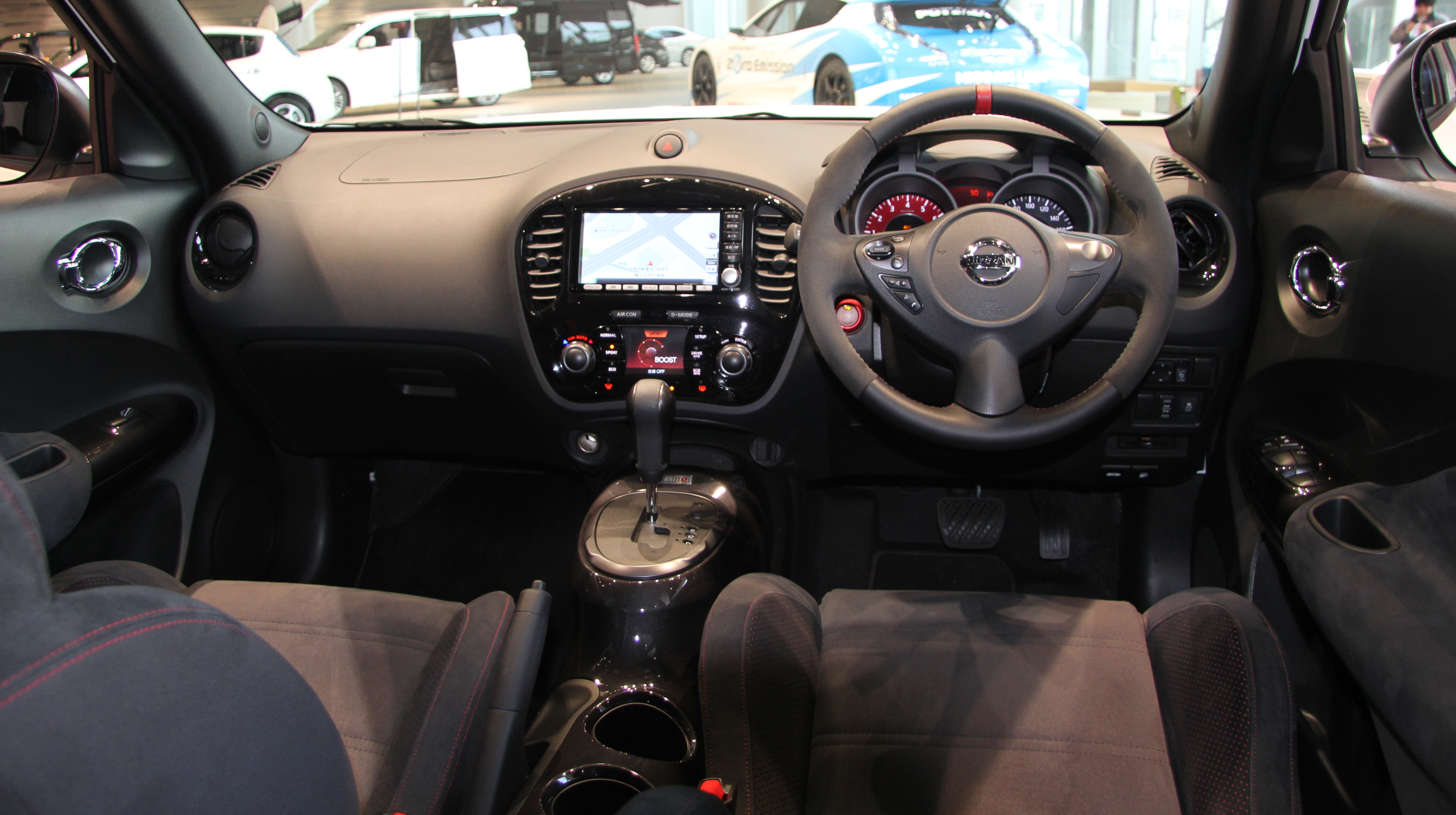
Interni di una Nissan Juke Nismo

Il nome Juke deve la sua nomenclatura alla terminologia di due sport simili tra loro: il rugby e il football americano. Il cosiddetto Juke è una movenza veloce e imprevista del running back nello scartare i giocatori della squadra avversaria; la Nissan ha selezionato questo nome per sottolineare la destrezza della vettura.

### Contesto e profilo
L'11 febbraio 2009 Nissan annunciò l'inizio della produzione alla NMUK stabilimento di Washington, Regno Unito, per il 2010 dopo la sua comparsa come concept car nel 2009 al Ginevra Auto Show con il nome di Nissan Qazana.
In Europa, ci sono tre motori a trasmissione manuale o CVT. Al top della gamma è un nuovo motore a benzina da 1.6 litri con iniezione diretta sovralimentato che sviluppa una potenza di 190 CV e una coppia motrice di 240 Nm.
Dal punto di vista del design, la parte inferiore del Juke è quella di un puro SUV, con ruote grosse, gomme larghe, altezza da terra estesa e una posizione solida. La parte superiore invece richiama un'auto sportiva, con una linea di cinta alta, parabrezza spiovente, vetratura laterale limitata e una linea del tetto in stile coupé.

### Juke R

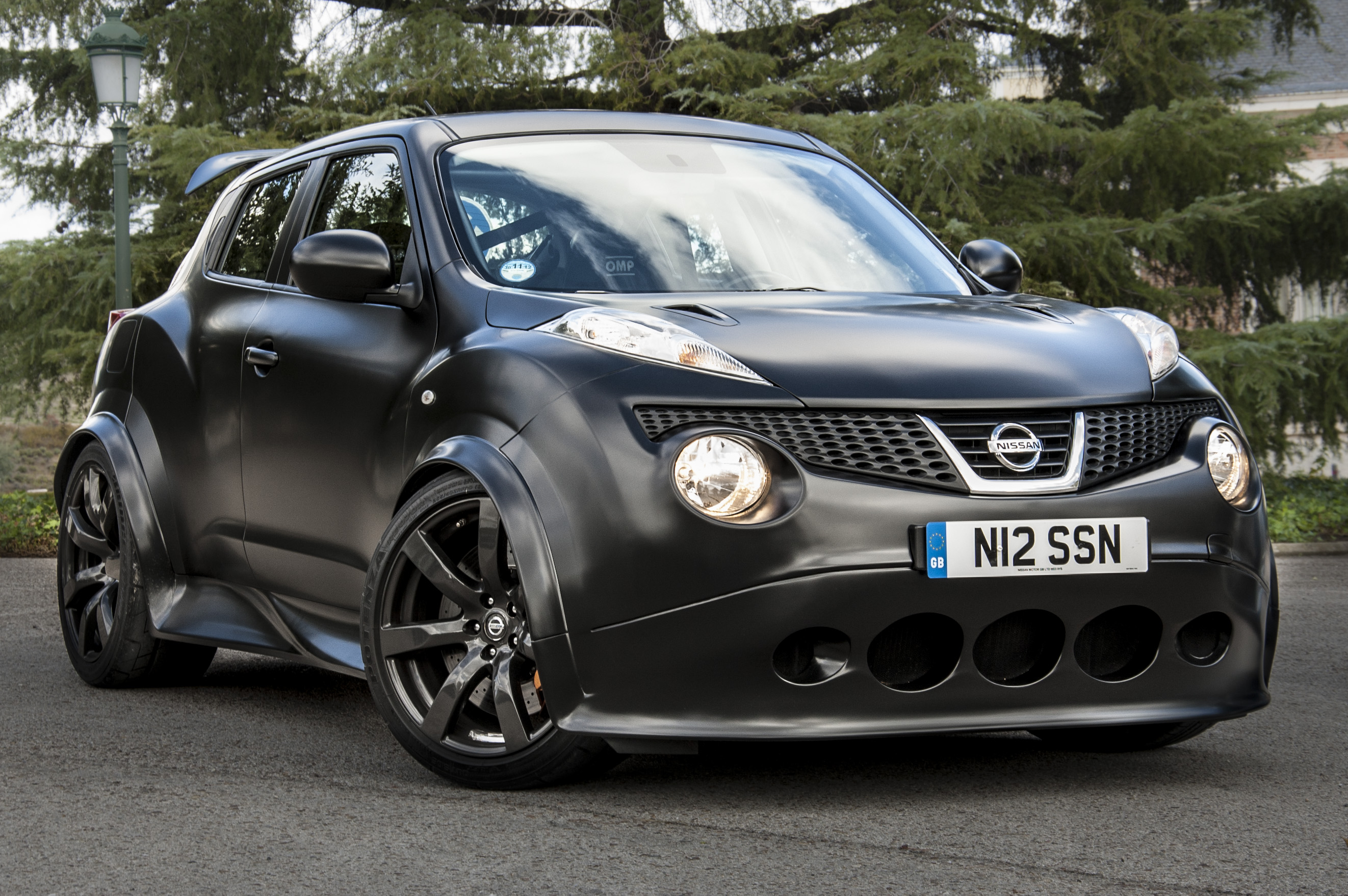
Nissan Juke R del 2012

Nel 2012 ne venne realizzata la versione R costruita, sotto la supervisione della Nissan, dalla Ray Mallock Ltd.; la vettura integrava trasmissione e sospensioni derivate dalla Nissan GT-R ed era equipaggiata con un propulsore 3.8 V6 biturbo dalla potenza di 545 CV che permetteva un'accelerazione da 0 a 100 km/h in 3 secondi con velocità massima di 275 km/h. Anche il design venne aggiornato con nuovi elementi aerodinamici.
Nonostante le dichiarazioni iniziali è rimasta come esemplare unico.

### Juke Nismo

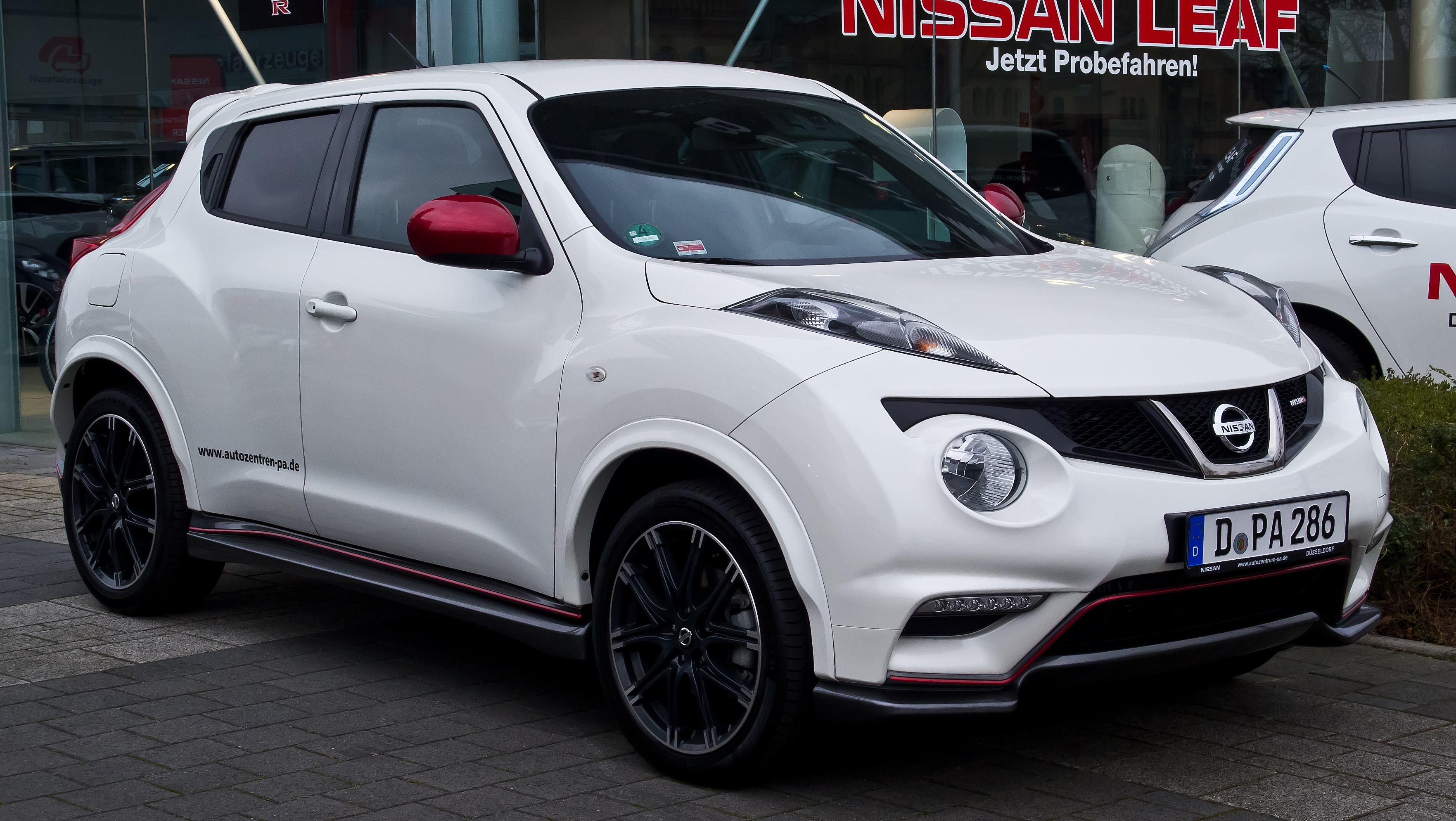
Nissan Juke 1.6 DIG-T Nismo del 2015

Nel 2013 viene introdotta la versione NISMO.
Essa differisce dalle altre Juke per interventi estetici ai paraurti anteriori e posteriori e alle minigonne laterali, lo stile degli interni, le sospensione modificate e lo sterzo, i cerchi da 18 pollici, per l'introduzione del sistema Torque Vectoring e per una diversa messa a punto del motore. Il propulsore ha una potenza di 197 CV (147 kW) erogati a 6000 giri/min con una coppia di 249 Nm disponibili a partire dai 2 000 giri/min.

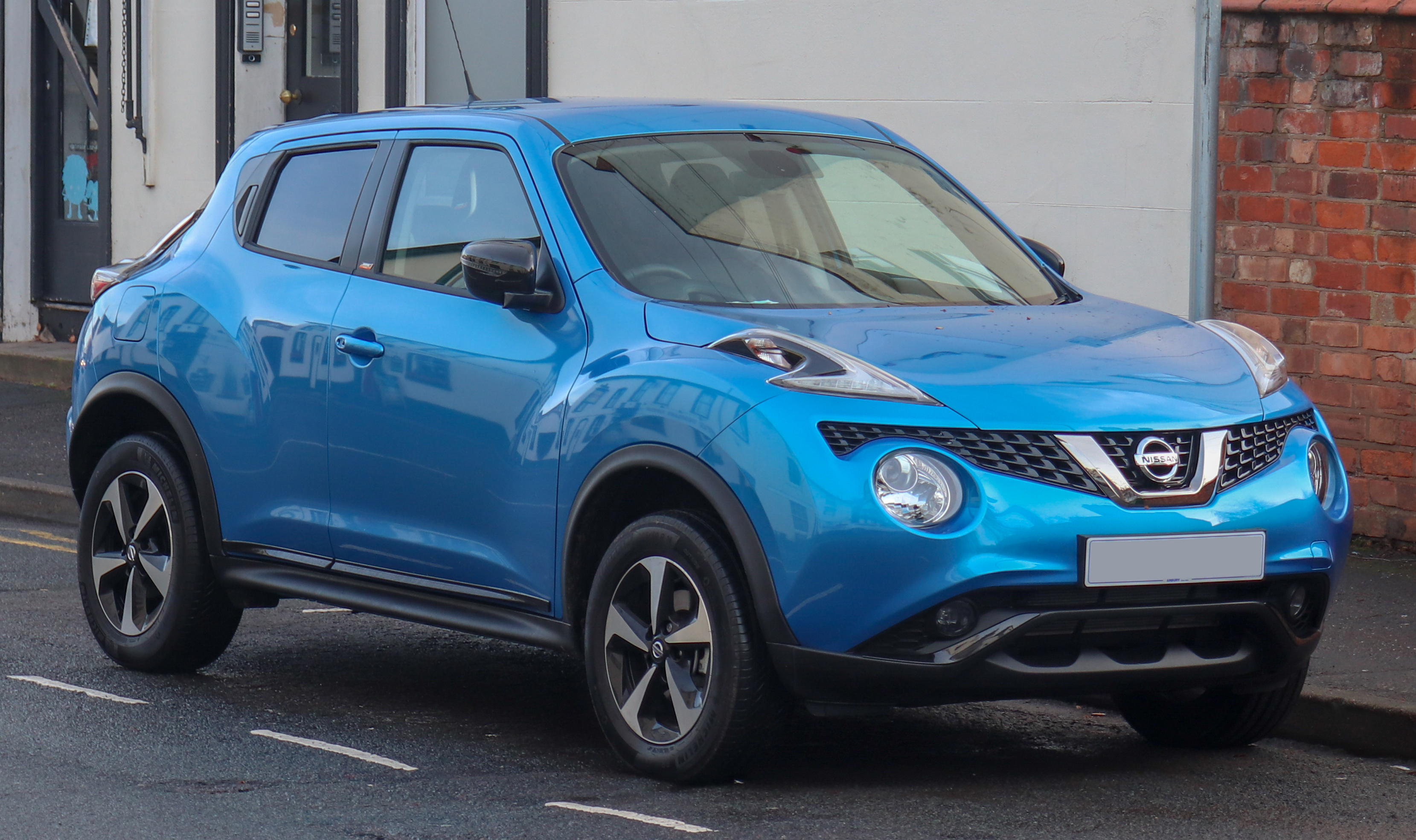
Restyling 2014

Per il mercato americano c'è anche una versione ancora più prestazionale, la Nismo RS, con in aggiunta di sedili anteriori Recaro in fibra di carbonio. Il motore è stato aggiornato a 215 CV (160 kW) erogati a 3600 giri/min con una coppia di 285 Nm disponibili a partire da 3600 giri al minuto.

### Restyling 2014
Al Salone di Ginevra nel marzo 2014, Nissan ha presentato il restyling del modello, con la commercializzazione che è avvenuta nell'estate dello stesso anno. 
Le modifiche estetiche riguardano principalmente i proiettori anteriori dalla nuova forma ad L e dotati di luci diurne LED, gli indicatori di direzione, il paraurti anteriore e il paraurti posteriore; inoltre sono disponibili nuove colorazioni. La dotazione, a seconda della versione, è stata integrata con l'aggiunta della retrocamera, apertura senza chiave e un sistema di vivavoce Bluetooth.

### Motorizzazioni
| Modello            | Disponibilità          | Motore  | Cilindrata (cm³) | Potenza         | Coppia massima (Nm) | Emissioni CO2 (g/km) | 0–100 km/h (secondi) | Velocità max (km/h) | Consumo medio (km/l) |
| 1.6                | dal 10/2010 al 06/2018 | Benzina | 1598             | 86 kW (117 CV)  | 157                 | 139                  | 11,1                 | 178                 | 15,6                 |
| 1.6 DIG-T          | dal 10/2010 al 06/2018 | Benzina | 1618             | 140 kW (190 CV) | 240                 | 159                  | 8,0                  | 215                 | 14,5                 |
| 1.6 DIG-T MCVT 4WD | dall'esordio           | Benzina | 1618             | 140 kW (190 CV) | 240                 | 175                  | 8,4                  | 200                 | 13,2                 |
| 1.5 dCI            | dal 10/2010 al 06/2013 | Diesel  | 1461             | 81 kW (110 CV)  | 240                 | 134                  | 11,2                 | 175                 | 19,6                 |

## Seconda generazione (dal 2019)

### Debutto e contesto

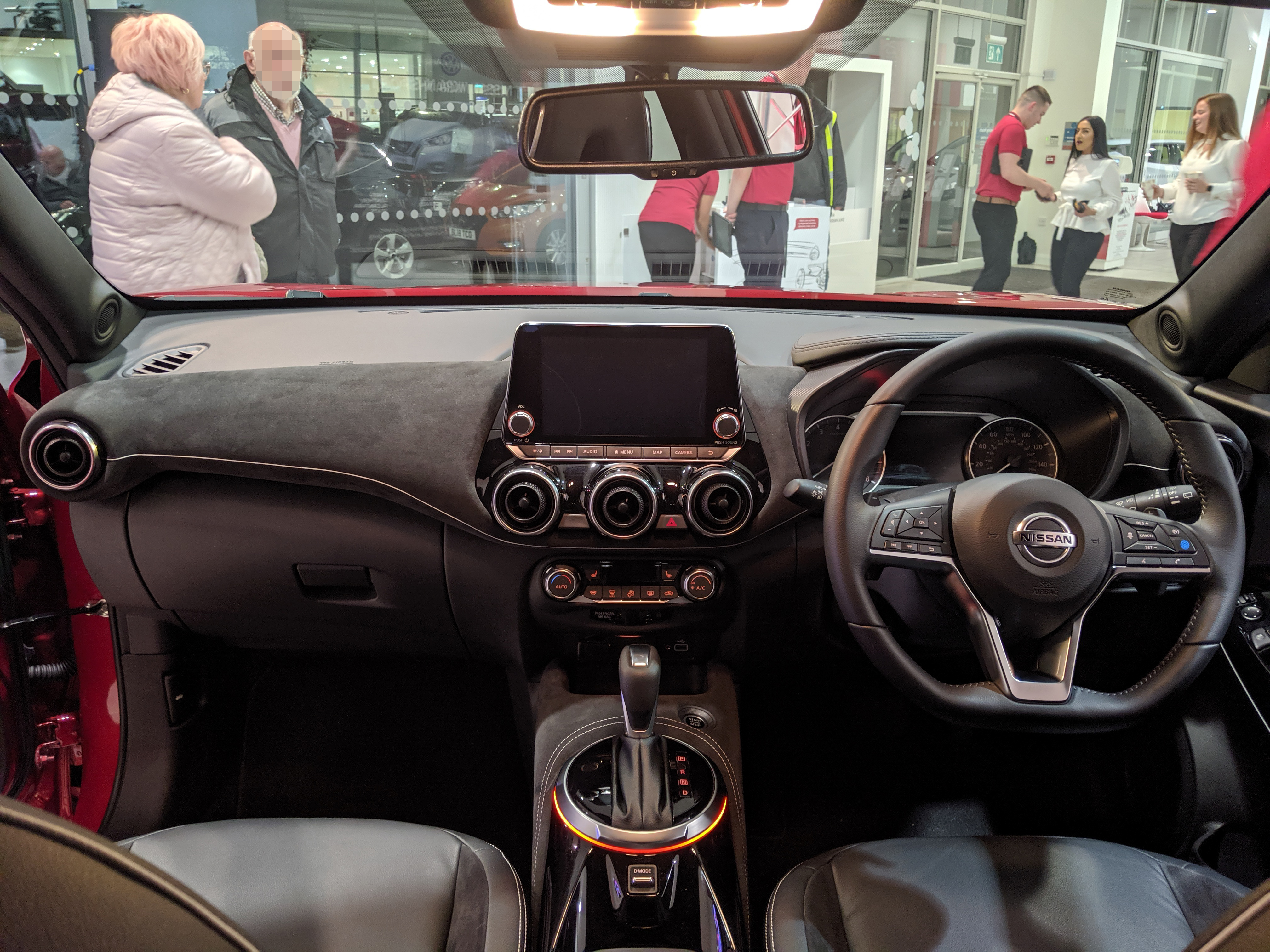
Interni

Nel settembre 2019 viene svelata in cinque città europee (Londra, Parigi, Milano, Barcellona e Colonia) la seconda generazione della Juke, che viene realizzata sulla piattaforma modulare CMF-B sviluppata congiuntamente da Nissan e Renault e utilizzata anche dalla quinta generazione della Renault Clio, dalla Micra K14 e dalla seconda generazione di Captur. La produzione avviene nello stabilimento di Sunderland in Inghilterra per il solo mercato europeo; in America e in Asia la Nissan ha realizzato la Kicks, un modello specifico low cost derivato dal pianale della Dacia Duster in quanto la Juke non aveva avuto successo a causa del prezzo elevato.

### Design e interni
Il design della vettura evolve gli stilemi che hanno caratterizzato la prima serie mantenendo i volumi della carrozzeria simil coupé con tetto discendente e maniglia delle portiere posteriori nascosta nel montante. Il muso introduce la nuova calandra V-Motion con una grande banda cromata che si estende fino ai fanali a LED. Agli estremi della calandra vengono mantenuti i proiettori ovali con una grafica interna a LED stilizzata a croce. I fari posteriori sono a sviluppo orizzontale e non risalgono più lungo il tetto. Internamente la plancia possiede la struttura della Micra K14 e ne conserva anche lo stile con le tre bocchette d’aerazione circolari al centro e lo schermo del sistema multimediale stile tablet da 8 pollici in alto. Sugli allestimenti più costosi è disponibile la plancia bicolore con inserti in pelle. Il sistema multimediale touchscreen possiede compatibilità con Android Auto e Apple CarPlay oltre a connessione internet e comandi vocali. Sui modelli base non è disponibile il sistema touchscreen sostituito da un'autoradio classica. Tutti i dispositivi di sicurezza vengono introdotti nel pacchetto ProPilot che comprende 6 airbag, il mantenimento corsia attivo, radar anticollisione con riconoscimento pedoni e ciclisti, frenata d’emergenza, chiamata automatica, e riconoscimento segnali stradali e angolo cieco oltre alla telecamera a 360 gradi.

### Tecnica e motori
Il nuovo pianale di base e l’utilizzo di una maggior quantità di acciai alto resistenziali per la costruzione della scocca ha reso la vettura più leggera fino a 23 kg. La carrozzeria è lunga 4 210 mm, alta 1595 mm e larga 1800 mm con il passo di 2636 mm allungato di 10 centimetri rispetto alla vecchia serie. Il bagagliaio ha una capacita di 422 litri.
Le sospensioni anteriori sono di tipo MacPherson a ruote indipendenti mentre le posteriori ad assale torcente con barra stabilizzatrice. La trazione è anteriore e non viene più offerta la versione a trazione integrale. I freni anteriori sono a disco, i posteriori sono a tamburo sui modelli base e a disco dai modelli intermedi. 
La gamma motori è composta da un 1.0 turbo a tre cilindri alimentato a benzina con iniezione diretta erogante 117 CV e 180 Nm (200 Nm con overboost) di coppia massima. Il motore è accoppiato a un cambio manuale a sei rapporti o automatico a doppia frizione con sette rapporti in modalità sequenziale con paddle al volante. Le motorizzazioni diesel non vengono più offerte.
Le vendite partono a settembre con la Premiere Edition, un'edizione limitata di 300 esemplari in tutta Europa e da ottobre con la gamma allestimenti completa composta dalle versioni Visia, Acenta, Business, N-Connecta, N-Design e Tekna.